# أرب 299
أرب 299 في علم الفلك (بالإنجليزية: Arp 299 وتعرف أجزاؤه أيضا كـ IC 694 و NGC 3690) هما زوج من المجرات المتصادمة، يبعد عن الأرض نحو 134 مليون سنة ضوئية في كوكبة الدب الأكبر. كلا المجرتين من نوع مجرة ضلعية غير منتظمة .
ليس من المعروف تماما أيهما أطلق عليه اسم أي سي 694. وطبقا لبعض المصادر فإن المجرة التي تقع على بعد نحو دقيقة قوسية إلى شمال الغرب من أختها هي أي سي 694 .
تصادم مجرتي أرب 299 وتأثيرهما على بعضهما يؤدي إلى منطقة نشأة نجوم كثيفة، وهي مشابهة للمناطق المشاهدة في ZW II 96. فقد رصدت فيها 8 مستعرات عظمى ؛ الثمانية مستعرات عظمى في أرب 299 هي: SN 1992bu، SN 1993G، SN 1998T، SN 1999D وقد ظهروا في NGC 3690
بينما ظهرت المستعرات العظمى SN 1990al، SN 2005U، SN2010O وSN2010P في المجرة IC 694.
تم رصد النظام أرب 299  مرتين ؛ في 8 مارس 1790 من قبل عالم الفلك الألماني البريطاني فيلهلم هيرشل (المُدرج باسم NGC 3690) وفي 27 يناير 1852 من قبل عالم الفلك الأيرلندي بيندون بلود ستوني ، مساعد ويليام بارسونز (المُدرج في IC 694)

## أقرأ أيضا
- أبل 2142
- أرب 147
- مجرتا الهوائيات
- مجرتي الفئران
- نزع إن جي سي 2207 و أي سي 2163
- نزع مديجزري
- ZW II 96
- إن جي سي 2217
- إن جي سي 2207
- أرب 220
- NGC 274

## وصلات خارجية
- Astronomy: "Supernova factory" opens annex
- أرب 299 على موقع ويكي سكاي: DSS2, SDSS, GALEX, IRAS, Hydrogen α, X-Ray, Astrophoto, Sky Map, Articles and images